# مدرسة أبو ظبي الهندية الفرع الأول الوثبة
مدرسة أبو ظبي الهندية الفرع الأول، الوثبة والمختصرة عادة باسم "ADIS-1"، هي مدرسة خاصة تقدم تعليم المناهج الهندية في أبو ظبي، الإمارات العربية المتحدة. تدار المدرسة من قبل مجلس المحافظين. تم إنشاء المدرسة للجالية الهندية في أبو ظبي، بإشراف سفير الهند لدى الإمارات العربية المتحدة بصفته الراعي الرئيسي. المدرسة تابعة للمجلس المركزي للتعليم الثانوي، نيودلهي، الهند ومعترف بها ومرخصة من قبل وزارة التربية والتعليم، أبو ظبي. 

## تاريخ
مدرسة أبو ظبي الهندية الفرع 1، الوثبة تأسست في عام 2014 لمساعدة المدرسة الشقيقة، مدرسة أبو ظبي الهندية  التي تم تشكيلها في عام 1975. كان هناك طلب متزايد على منشأة أكبر لديها القدرة على التعامل مع التدفق الكبير للطلاب الوافدين في إمارة أبوظبي.